# Boloria eunomia
Boloria eunomia es un insecto lepidóptero ropalócero de la familia Nymphalidae. (Esper, 1799).

## Distribución
Se distribuye por Europa, Rusia, Mongolia, nordeste de China, isla de Sajalín y norte de América. 
En la península ibérica se encuentra en la cordillera Cantábrica y los Pirineos.

## Hábitat
Prados pantanosos cerca de lagos, ríos y turberas. Al suroeste de Europa, la oruga se alimenta de bistorta (Polygonum bistorta); en otras regiones se alimenta de distintas plantas del género Polygonum.

## Periodo de vuelo e hibernación
Una generación al año, entre finales de mayo y comienzos de julio. Hiberna como oruga joven.